# Бруклин (Ајова)
Бруклин (енгл. Brooklyn) град је у америчкој савезној држави Ајова. По попису становништва из 2010. у њему је живело 1.468 становника.

## Демографија
Према попису становништва из 2010. у граду је живело 1.468 становника, што је 101 (7,4%) становника више него 2000. године.
| Група             | 2000.         | 2010.         |
| Белци             | 1.353 (99,0%) | 1.383 (94,2%) |
| Афроамериканци    | 0 (0,0%)      | 11 (0,7%)     |
| Азијати           | 1 (0,1%)      | 4 (0,3%)      |
| Хиспаноамериканци | 7 (0,5%)      | 58 (4,0%)     |
| Укупно            | 1.367         | 1.468         |